# W Investments
W Investments S.A. (dawniej Internet Group) – działająca od 2000 roku spółka akcyjna, jeden z pierwszych w Polsce holdingów spółek wyspecjalizowanych w projektowaniu i wdrażaniu programów marketingowych wspierających sprzedaż. Działa w obszarze nowych mediów i nowych technologii. Spółka jest notowana na Giełdzie Papierów Wartościowych w Warszawie. 

## Opis
Pierwotnie spółka działała w branży obuwniczej jako Ariel; zmiana nazwy na Internet Group SA nastąpiła w 2000 roku na fali popularności internetu.
Holding w swojej działalności głównie wykorzystuje kanały dotarcia do klienta takie jak: internet, call center. Główną grupą spółek wchodzących w skład holdingu jest Call Center Poland S.A, która została przejęta w 2007 roku. 19 sierpnia 2010 roku po wypowiedzeniu przez BRE Bank SA umowy kredytowej zarząd Internet Group S.A. złożył wniosek o upadłość układową.
31 lipca 2012 roku dotychczasowy prezes holdingu Ryszard Wojciechowski zrezygnował z pełnienia stanowiska. Nowym prezesem został Bartłomiej Gola. 15 lipca 2013 roku nastąpiła zmiana firmy spółki Internet Group S.A. na W Investments S.A.